# التأثيرات الجانبية للبنسلين
الأعراض الجانبية للبنسلين
تعد الأعراض الجانبية للبنسلين هي الردود الجسمية التي تفاعل الشخص أو الحيوان مع البنسلين. الأعراض الجانبية هي التأثيرات الغير مقصودة التي تحدث عند الجرغات الطبيعية.(1) بعض هذه الردود مرئية وبعضها تحدث في الأعضاء والدم. يعد البنسلين من الادوية التي تستخدم بشكل واسع وفعالة في علاج مجموعة واسعة من العدوى البكتيرية لدى البالغين والأطفال. بغض الأعراض الجانبية متوقعة، وبعضها شائع لكن خطير، وبعضها غير شائع وغير خطير، وبعضها نادر لكن خطير.(2) وهناك تأثير لطريقة إعطاء البنسلين على حدوث الأعراض الجانبية. ومثال على ذلك، التهيج والالتهاب الذي يحدث عند مكان الحقن عند أعطاء البنسلين للمريض عن طريق الحقن الوريد. إضافةً إلى ذلك، يتوفر البنسلين في أشكال مختلفة. هناك ستة أدوية مختلفة من البنسلين. البنسلين جي بنزاثين (penicillin G benzathine) والبنسلين جي البوتاسيوم (penicillin G potassium)والبنسلين جي البروكين (penicillin G procaine)والبنسلين في (penicillin V).(3) قد تستمر الأعراض الجانبية لمدة قصيرة ومن ثم تختفي. يمكن التحفيف من الأعراض الجانبية في بعض الحالات بالعلاجات الغير دوائية.(4) بعض الأعراض الجانبيى تحتاج إلى علاج لضبط الاستجابات الخطيرة وبعض الاستجابات المميتة للبنسلين. ولا يسبب البنسلين التشوهات الخلقية.
الحساسية والحساسية المتصالبة (cross sensitivity)
أشار العديد من الناس أن لديهم أعراض جانبية متعلقة بالحساسية للبنسلين. وقد تم افتراض أن ما يصل إلى 90% من الأشخاص الذين يشكون من الحساسية للبنسلين قادرين على تناوله. تحديد وجود حساسية للبنسلين يتطلب اختبار فرط الحساسية للجلد (hypersensitivity skin test) الذي يشخص وجود استجابة مناعية للبنسلين بواسطة الأجسام المضادة من نوع ي (IgE). يتم إجراء هذا الاحتبار من قِبل أخصائي الحساسية الذي يقوم باستخدام وخز الجلد وحقن الجلد بمادة البنيسيلويل-بوليلايسين (penicilloyl-polylysine), واستخدم المحلول الملحي العادي كمحدد للنتيجة السالبة (negative control), والهستامين كمحدد للنتيجة الموجبة (positive control).(6)
وهناك أعراض جانبية ممكن أن تحدث عند تناول أدوية أخرى. وهو حدوث ما يسمّى بالحساسية المتصالبة (cross sensitivities) للمضاداة الحيوية الأخرى. إذا حدثت الأعراض الجانبية عند شخص عند تناوله البنسلين، قد تحدث هذا الأعراض عند تناول دواء جديد لا يكون الشحص تناوله من قبل. الأدوية التي تسبب الحساسية المتصالبة هي: الكاربابينيم (carbapenems), الامبيسلين (ampicillin), سيفازولين (cefazolin), سيفالوسبورين (cephalosporins), الكلوكساسيلين (cloxacillin).(7)(6)(8)
الأعراض الجانبية عند البالغين
الأعراض الجانبية الشائعة (تحدث عند ≥ 1% من الناس) المرتبطة باستخدام البنسلين تشمل الإسهال، الحساسية المفرطة، الغثيان، الطفح الجلدي، السمية العصبية، الشَرَى، العدوى الإضافية (مثل فطريات الجلد). من الأعراض الجانبية غير المتكررة (0.1-1%) تشمل الحرارة، التقيؤ، الحُمامي، التهاب الجلد، وذمة وعائية، النوبات التشنجية (خصوصاً عن الأشخاص الممصابين بالصرع), الالتهاب القولوني الغشائي الكاذب.(9)
شائع جداً (نسبة الحدوث > 10٪)
الإسهال
الاضطراب الشرسوفي
الغثيان
التقيؤ
الْتِهابُ القولونِ الغِشائِيُّ الكاذِب
الْتِهابُ الكُلْيَةِ الخِلاَلِيّ
طفح جلدي
طفح جلدي شروي
كثرة اليوزينيّات (eosinophilia)
نقص في عدد كريات الدم البيضاء
الحساسية
العدوى الإضافية (10)
شائع (نسبة الحدوث 1-10٪)
العدوى الخميرية
الحكّة المهبلية
الافرازات المهبلية
البقع البيضاء في الفم واللسان
عدم وجود تأثير علاجي
تهدد الحياة
الحساسية المفرطة (anaphylaxis)
داء المَصل (Serum sickness)
النوبات
وذمة الحنجرة (Laryngeal edema) (10)
نادر (<0.1٪)
تلوّن الأسنان
حُمامَى عَديدَةُ الأَشْكال
الدوار
انخفاض عدد الصفائح الدموية
طنين الأذن
التشنجات
فرط التوتر
سكتة قلبية
الازرقاق
الخفقان
ألم في الصدر
طفح جلدي (12)
اصفرار العينين أو الجلد
تشنجات المعدة أو البطن
آلام شديدة في البطن
لإسهال الدموي
الاكتئاب
انخفضت في إفراز البول
التهاب الحلق
نزيف أو كدمات
الهياج
القتالية
القلق
ارتباك
الهلوسة (4)
الجرعات العالية
عندما يستخدم البنسلين على جرعات عالية ممكن ان يؤدي إلى نقص بوتاسيوم الدم، الحُّماض الأيضي (Metabolic acidosis), وزيادة بوتاسيوم الدم.(13) حدوث ارتفاع في مستوى الصوديوم في الدم بعد استخدام جرعات عالية من البنسلين ممكن أن يكون تأثير جانبي خطير.(8)
10	الأعراض الجانبية من الأدوية الأخرى
يمكن تغيير الآثار الجانبية للبنسلين عند تناول أدوية أخرى بنفس الوقت. تناول أدوية منع الحمل مع البنسلين يقلل من تاثير مانع الحمل. وعند استخدام البروبنسيد بالتزامن مع البنسلين، يزداد إخراج الكلية للبروبنسيد وبالتالي يرتفع تركيز النسلين بالدم. في بعض الحالات، قد يكون هذا تأثير علاجي مقصود. وفي حالات أخرى، يكون غير مقصود. أما النيومايسين (Neomycin) يستطيع أن يقلل من امتصاص البنسلين من القناة الهضمية وبالتالي يقلل من تركيز البنسلين المتوقع في الدم. وقد يؤدي هذا إلى عدم فعالية تأثير البنسلين. وعند إعطاء الميثوتريكسات (methotrexate) مع البنسلين، قد يحدث التسمم بفعل تأثير الميثوتريكسانت (methotrexante).(8)
11	عند الحيوانات
غالباً ما يتم علاج الحيوانات المصابة بالعدوى باستحدام المضادات الحيوية. وهناك أعراض جانبية للبنسلين عندما يستخدم في الحيوانات. وقد تظهر المكورات العنقودية الذهبية المقاومة للبنسلين في الحيوانات الأليفة كنتيجة للعلاج.(14) وقد يحدث نقص التغذية عند الحيوانات الأليفة كأحد الأعراض الجانبية.(16) ممكن أن يحدث تدمير للطبقة البكتيريا النافعة الطبيعية في الكلاب والأحصنة.(17)(18) من الأعراض الجانبية التي تحدث عند الكلاب: ألم بالمفاصل، فقدان الشهية، التقيؤ، انتفاخ البطن، العدوى الفطرية، اضطرابات هضمية.(19)(20) مثل البشر، تحدث عن الكلاب أعراض جانبية مماثلة متعلقة بحدوث الحساسية الخطيرة. وممكن حدوث الحساسية المفرطة (anaphylaxis) المميتة. من الأعراض الجانية التي تتزامن مع الحساسية المفرطة (anaphylaxis): مشاكل التنفس والصدمة.(20)
تحدف عند القطط والكلاب تفاعلات دوائية ضارة للبنسلين الوريدي وتشمل: انخفاض حرارة الجسم، والحكة، وانخفاض ضغط الدم، الرعشات، التشنجات، والعمى، وإصدار الأصوات، والإثارة، والسكتة القلبية وفقدان عابر للرؤية.(21)
أعراض جانبية أخرى
يعرف عن البنسلين أنه يصبح أقل فاعلية عندما تصبح بعض مقاومة للبنسلين.(22)

## روابط خارجية
- Model of Structure of Penicillin, by Dorothy Hodgkin et al., Museum of the History of Science, Oxford
- Food and Drug Administration (US) information on Penicillin